# Crimmitschau
Crimmitschau est une ville allemande située en Saxe, dans l'arrondissement de Zwickau.

## Municipalité
La commune de Crimmitschau comprend, outre la ville même de Crimmitschau (15 920 habitants en 2008), les villages et localités suivants: Blankenhain (connu pour son château de Blankenhain), Frankenhausen (avec Gösau et Gosel), Gablenz, Harthau, Langenreinsdorf, Lauenhain, Leitelshain, Mannichswalde, Rudelswalde, et Wahlen.

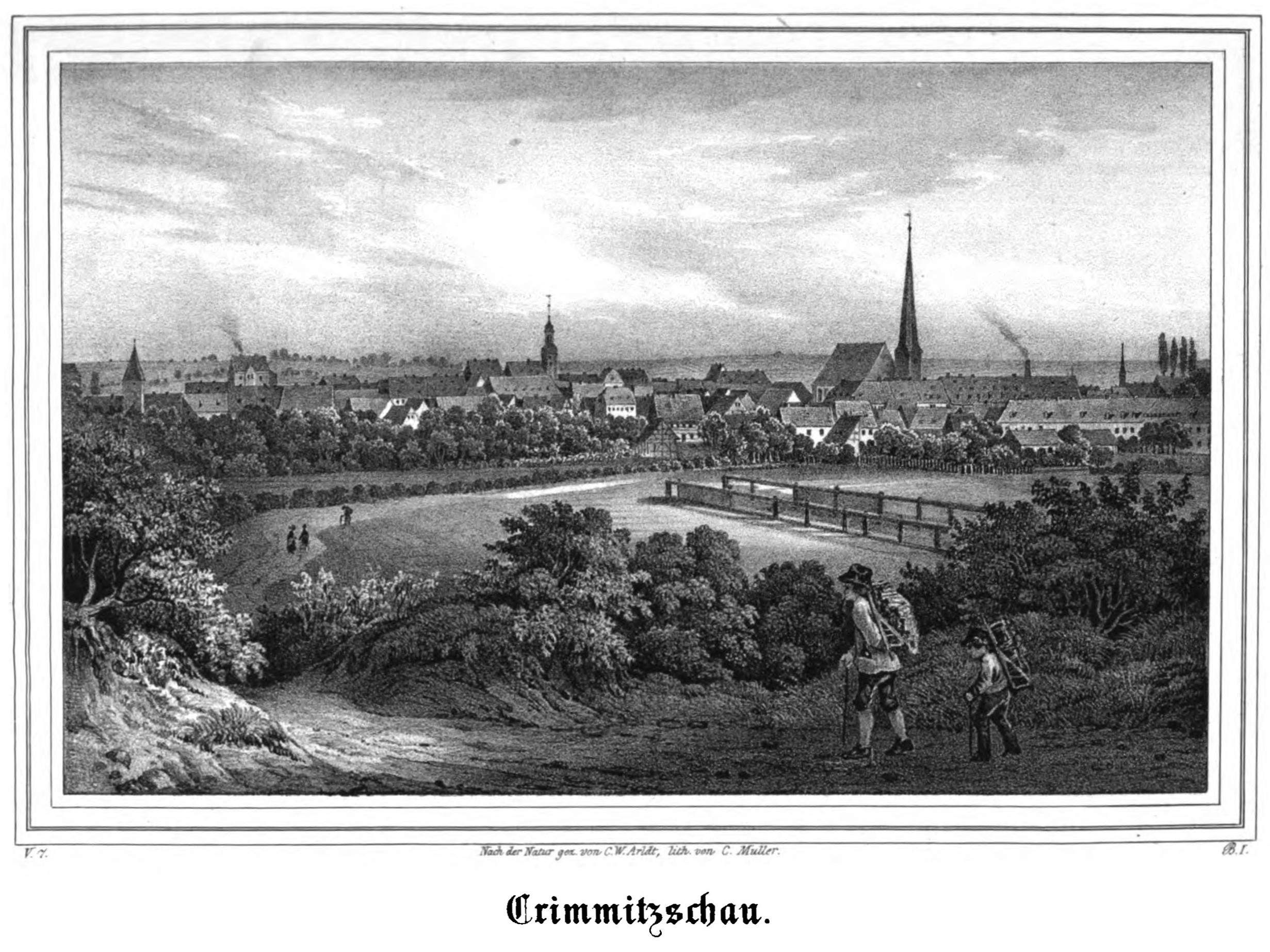
Crimmitschau en 1841

## Religion
Cette région de Saxe passe à la Réforme en 1529 et est fortement déchristianisée aujourd'hui. Seulement 20 % de la population de la commune appartient désormais à la communauté évangélique-luthérienne et 7 % sont catholiques, le reste ayant abandonné toute pratique depuis deux ou trois générations.
L'église la plus ancienne est celle de Saint-Laurent en centre-ville (reconstruite au XIVe siècle) et la plus imposante celle de Saint-Jean, construite en 1912.
À Frankenhausen se trouve ce qui reste de l'ancienne abbaye de Frankenhausen.

## Histoire
Le mouvement ouvrier est anciennement implanté à Crimmitschau. Les travailleurs du textile mènent une longue et dure grève en 1903-1904, et Clara Zetkin se déplace pour s’adresser aux ouvriers.

## Personnalités liées à la ville
- Karl Wilhelm Stolle (1842-1918), homme politique né à Frankenhausen.
- Hermann Jäckel (1869-1928), homme politique né à Crimmitschau.
- Fritz Hampel (1895-1932), écrivain né à Crimmitschau.